# 基礎パッキン
基礎パッキン（きそパッキン）は、木造の建物の基礎（コンクリート部分）と土台（木）の間に挟む床下の換気を目的とした緩衝材の総称。

## 概要
基礎パッキンの名称は住宅金融公庫仕様書内で使われる名称で、代表的な城東テクノ株式会社の商品名「キソパッキン」と区別される。厚さは主に20mmの物が主流。基礎と土台の間に隙間をつくることで、床下の換気を良くするために用いられる。旧来より基礎の一部を高く作り、土台と基礎との接地面積を減らし、また床下空間の通風を確保するためにねこ土台という手法が行われてきたが、これをプラスチックで製作し、商品化したものが基礎パッキンである。
使用にあたっては、虫の侵入やクモの巣による通風空間の閉塞に注意が必要である。